# Jim Hall
James Stanley Hall (4 tháng 12 năm 1930 – 10 tháng 12 năm 2013) là nghệ sĩ guitar và nhạc sĩ người Mỹ. Với phong cách chơi mềm mại và ngẫu hứng, ông được coi là nghệ sĩ guitar thành công nhất của nhạc jazz.
Sinh ra tại Buffalo, New York và lớn lên ở Cleveland, Ohio trong một gia đình âm nhạc, Hall tiếp xúc với đàn guitar từ khi 10 tuổi. Ông kể rằng lần đầu được nghe Charlie Christian đã giúp ông "bừng tỉnh". Khi còn là thiếu niên, ông đã đi diễn guitar chuyên nghiệp, thậm chí thỉnh thoảng chơi contrabass. Năm 1955, ông theo học tại Học viện âm nhạc Cleveland và tốt nghiệp thủ khoa với hai môn phụ là piano và bass.
Năm 1956, ông trở về New York và chơi cho nhiều nhóm cool jazz đương thời của Ben Webster, Ella Fitzgerald, Paul Desmond, Sonny Rollins và Art Farmer. Cùng với Bill Evans, Hall thu âm 4 album phòng thu và đều đạt tiếng vang lớn. Trong suốt 30 năm tiếp theo, ông là nghệ sĩ guitar jazz tham gia trình diễn cùng nhiều tên tuổi hàng đầu như như Chet Baker, Paul Desmond, Johnny Hartman, Gerry Mulligan, Roland Hanna, Ron Carter... Hall vẫn đi tour đều đặn tới năm 2011 và tích cực xuất hiện trên nhiều chương trình truyền hình. Năm 1995 ông được trao bằng Tiến sĩ danh dự tại Trường Cao đẳng âm nhạc Berklee.
Hall kết hôn vào năm 1965 với Jane Herbert, một nhà tâm lý học. Jane sáng tác một vài tác phẩm từng được Jim thu âm như "O Gato", "It's Nice to Be with You", "Where Would I Be?", "Goodbye, My Love" hay "The Answer Is Yes". Ngày 10 tháng 12 năm 2013, Hall qua đời ở Manhattan khi đang ngủ vì trụy tim.

## Danh sách đĩa nhạc
- 1957: Jazz Guitar (Pacific Jazz, 1957) – tái bản năm 1964 với phần trống thu đè bởi The Winner! (Fontana). Tái bản năm 2014 làm đĩa 2 trong tuyển tập 10 đĩa Jazz Guitar: Ultimate Collection, Vol. 1 (Documents)
- 1957: The Street Swingers cùng Bob Brookmeyer và Jimmy Raney (World Pacific, 1958)
- 1958?: A Girl & a Guitar cùng Lee Schaefer (United Artists, 1958)
- 1960: Jazz Abstractions cùng Gunther Schuller (Atlantic, 1961)
- 1963: Undercurrent cùng Bill Evans (United Artists, 1962)
- 1964: Two Jims and Zoot cùng Jimmy Raney và Zoot Sims (Mainstream) – tái bản dưới tên Otra Vez (Mainstream, 1972)
- 1966: Intermodulation cùng Bill Evans (Verve, 1966)
- 1969: It's Nice to Be With You (MPS, 1969)
- 1971: Where Would I Be? (Milestone, 1972)
- 1975: Concierto cùng Paul Desmond, Chet Baker, Ron Carter và Rolland Hanna (CTI, 1975)
- 1976: Commitment (A&M/Horizon, 1976)
- 1978: Big Blues with Art Farmer (CTI, 1979)
- 1981?: Concierto De Aranjuez cùng Dave Mathews Orchestra (Electric Bird, 1981)
- 1981: First Edition cùng George Shearing (Concord, 1981)
- 1981: Circles (Concord, 1981)
- 1982: Studio Trieste cùng Chet Baker và Hubert Laws (CTI, 1982)
- 1986: Jim Hall's Three cùng Steve LaSpina và Akira Tana (Concord, 1986)
- 1988: These Rooms cùng Tom Harrell, Joey Baron và Steve LaSpina (Denon, 1988)
- 1989: All Across the City cùng Gil Goldstein, Terry Clarke và Steve LaSpina (Concord, 1989)
- 1982–92: Unissued 1982-1992 (Musica Jazz, 1994)
- 1992?: Subsequently (MusicMasters, 1992)
- 1992?: Youkali (CTI, 1992)
- 1993: Something Special cùng Larry Goldings và Steve LaSpina (Inner City, 1993)
- 1993: Dedications & Inspirations (Telarc, 1994)
- 1995: Dialogues (Telarc, 1995)
- 1996: Textures (Telarc, 1997)
- 1998: By Arrangement (Telarc, 1998)
- 1998: Jim Hall & Pat Metheny cùng Pat Metheny (Telarc, 1999)
- 2001: Jim Hall & Basses (Telarc, 2001)
- 2004: Magic Meeting cùng Scott Colley và Lewis Nash (ArtistShare, 2004)
- 2004: Duologues cùng Enrico Pieranunzi (Cam Jazz, 2005)
- 2005: Free Association cùng Geoffrey Keezer (ArtistShare, 2006)
- 2008?: Hemispheres cùng Bill Frisell, Joey Baron và Scott Colley (ArtistShare, 2008) [2CD]
- 2010?: Conversations cùng Joey Baron (ArtistShare, 2010)